# Sandra Díaz
Sandra Myrna Díaz (Bell Ville, 27 de outubro de 1961) é uma bióloga argentina, professora de ecologia da Universidade Nacional de Córdoba.
Foi eleita membro estrangeiro da Royal Society em 2019.